# Борель, Виктор Васильевич
Виктор Васильевич Борель (род. 10 марта 1974, Петропавловск-Камчатский, СССР) — бывший белорусский и российский футболист, тренер.

## Биография
Воспитанник ДЮСШ г. Гомель. Первый тренер — Юрий Блинков. Долгое время выступал за родной клуб, а затем он представлял другие ведущие белорусские команды. Принимал участие в квалификации Лиги чемпионов. Всего в Высшей лиге страны провел 211 матчей, забил 65 голов и отдал 23 результативные передачи. Некоторое время Борель играл в российском Первом дивизионе за «Металлург-Кузбасс» и нижегородский «Спартак».
Завершив карьеру, футболист стал тренером. Много лет он работает в системе «Гомеля». В 2013—2014 гг. руководил юношеской сборной Беларуси. В конце сезонов 2009 и 2015 годов исполнял обязанности главного тренера «Гомеля». В январе 2019 года вместе с другими специалистами закончил обучение на получение тренерской лицензии «PRO» УЕФА.

## Достижения
- Чемпион Беларуси (2): 1995, 2005.
- Бронзовый призёр чемпионата Беларуси (2): 1999, 2004.
- Обладатель Кубка Беларуси (2): 2001/2002, 2003/2004.